# Петери Орпо
Анти Петери Орпо (фин. Antti Petteri Orpo; Колио, 3. новембар 1969) је фински политичар који тренутно обавља функцију премијера Финске од 2023. и као лидер Странке националне коалиције од 2016. године. Накратко је био председник финског парламента након парламентарних избора 2023. 
Био је потпредседник Владе Финске од 2017. до 2019. године, министар финансија од 2016. до 2019. године, министар унутрашњих послова од 2015. до 2016. и министар пољопривреде и шумарства од 2014. до 2015. године. Дана 2. априла 2023. године, Орпова Странка националне коалиције победила је на парламентарним изборима 2023. са већином од 20,8% гласова и 48 места. Орпо је добио преко 17.000 гласова у свом округу.

## Младост и образовање
Антти Петтери Орпо је рођен 3. новембра 1969. у Колиу, Финска. Његов отац, Хану Орпо, био је политичар и члан Партије националне коалиције. Положио је финску матуру и завршио Средњу школу Колио. Касније је Орпо стекао звање магистра политичких наука на Универзитету у Туркуу. Орпо је похађао обавезну националну оружану службу у Финској и постао резервни официр. Његов тренутни резервни чин је капетан.

## Политичка каријера

### Министар унутрашњих послова
Током свог мандата на месту министра унутрашњих послова, Орпо је добио подршку за своје решавање мигрантске кризе из 2015. од коалиционих партнера у антиимиграционој Финској партији, као и од опозиционих посланика.

### Министар финансија
У мају 2016. Орпо је најавио да ће оспорити председника Странке народне коалиције и актуелног министра финансија Александра Стуба на партијској конференцији у јуну. У то време, Орпо се придружио посланици у другом мандату Елини Валтонен у настојању да замени Стуба. За разлику од полиглота и отвореног Стуба, Орпо је био широко виђен као пажљив трагач за консензусом са мало искуства у међународној политици. Орпо је добио 441,4 гласа против Стубових 361 и тако је изабран за новог председника странке. Орпо је убрзо најавио да ће заузети Стубово место као министар финансија. Званично је именован за министра финансија 22. јуна 2016. године.
У јуну 2017, премијер Јуха Сипила и Орпо су саопштили да не могу више да сарађују са трећим коалиционим партнером својих партија, Финском партијом, наводећи разлике у основним вредностима и у имиграционој политици и политици ЕУ. И за Сипила и за Орпоа, у питању су биле велике реформе здравствене заштите и локалне управе, које су биле кључне за њихов план да уравнотеже јавне финансије.
Поред своје националне политичке улоге, Орпо је копредседавао (заједно са Валдисом Домбровскисом) Састанком министара за економска и финансијска питања ЕПП, који окупља министре Европске народне партије десног центра (ЕПП) уочи састанака Савета за економска и финансијска питања ( ЕЦОФИН).

### Опозиција
У децембру 2019. Орпо је покушао да изгласа неповерење актуелној влади. То би онда изазвало нове изборе, којима се Орпо надао да ће победити. Актуелна влада је оптужена за неправилан одговор на проблеме на тржишту рада. Касније је премијер Анти Рине поднео оставку, а Кулмуни је јавно одбио да се придружи плану превремених избора Странке народне коалиције.

### Премијер Финске (2023–тренутно)

#### Парламентарни избори 2023.
Дана 2. априла 2023, Орпова народна коалициона странка победила је на финским парламентарним изборима 2023. Странка је водила у анкетама од средине 2021. године и завршила на првом месту, са 20,8% гласова и 48 места у парламенту, чиме је њихов укупан број повећан за 10 места. Ово је био трећи највећи резултат странке у њеној историји. Орпо је започео разговоре о формирању владе када су се нови парламент и председник састали недељу дана после Ускрса и именовали га за главног преговарача.
Орпо је водио кампању на платформи смањења државног дуга Финске и годишњег буџетског дефицита, као и смањења пореза на доходак. Он себе дефинише као „фискалног конзервативца.“
Орпо је изабран од стране парламентарних група за председника Парламента Финске 12. априла на привременој основи до формирања нове владе.
Дана 27. априла, објављено је да ће Орпо започети завршне преговоре са Финском партијом, Шведском народном партијом и Демохришћанима о формирању коалиционе владе. Ова коалиција партија је потврђена 15. јуна, а формирање владе, укључујући имена њених министара, објављено је 17. јуна. Његова странка је добила осам места у влади, Финска седам (укључујући министарства финансија, унутрашњих послова и правде), док су Шведска народна партија и Демохришћани поделили преосталих пет. То је најдесничарска влада Финске од краја Другог светског рата; заиста, то је једна од ретких прилика од повратка мира да је једна страна финског политичког спектра успела да сама формира владу.

#### Влада
| Дужност                                            | Министар           | Мандат                    | Партија           |
| -------------------------------------------------- | ------------------ | ------------------------- | ----------------- |
| Премијер                                           | Петери Орпо        | 20. јун 2023–             | Народна коалиција |
| Заменик премијера                                  | Рика Пура          | 20. јун 2023–             | Финци             |
| Министар финансија                                 | Рика Пура          | 20. јун 2023–             | Финци             |
| Министар образовања                                | Ана-Маја Хенриксон | 20. јун 2023–             | ШНП               |
| Министар пољопривреде и шумарства                  | Сари Есајах        | 20. јун 2023–             | ХД                |
| Министар одбране                                   | Анти Хаканен       | 20. јун 2023–             | Народна коалиција |
| Министар развојне сарадње и спољне трговине        | Вил Тавио          | 20. јун 2023–             | Финци             |
| Министар економских послова                        | Вилхелм Јунила     | 20. јун 2023-6. јул 2023. | Финци             |
| Министар економских послова                        | Вил Рајдмен        | 6. јул 2023.              | Финци             |
| Министар радног односа                             | Арто Сатонен       | 20. јун 2023–             | Народна коалиција |
| Министар животне средине и климатских промена      | Кај Миканен        | 20. јун 2023–             | Народна коалиција |
| Министар европских послова и управљана власништвом | Андерс Адлеркреуц  | 20. јун 2023–             | ШНП               |
| Министар спољних послова                           | Елина Валтонен     | 20. јун 2023–             | Народна коалиција |
| Министар унутрашњих послова                        | Мери Рантанен      | 20. јун 2023–             | Финци             |
| Министар правде                                    | Лена Мери          | 20. јун 2023–             | Финци             |
| Министар локалне и регионалне владу                | Ана-Каиса Иконен   | 20. јун 2023–             | Народна коалиција |
| Министар хемије и културе                          | Сари Мултала       | 20. јун 2023–             | Народна коалиција |
| Министар социјалних послова и здравља              | Кајса Јусо         | 20. јун 2023–             | Финци             |
| Министар социјалне безбедности                     | Сани Гран-Ласонен  | 20. јун 2023–             | Народна коалиција |
| Министар транспорта и комуникација                 | Лулу Ране          | 20. јун 2023–             | Финци             |
| Министар омладине, спорта и физичке активности     | Сандра Берквист    | 20. јун 2023–             | ШНП               |

#### Мандат
Орпо је постао премијер Финске 20. јуна 2023. године. Владина мапа пута ставља смањење јавне потрошње као приоритет. Петери Орпо је најавио смањење државног буџета од 6 милијарди евра, наводећи да је највећа опасност која прети Финској „дужничка криза“ (она износи 74% БДП-а) и реформе, од којих ће неке „шкодити“.
Коалиција се клади на невиђено смањење социјалних давања. На пример, биће пооштрени услови за добијање накнаде за незапослене, увешће се једнодневно чекање на почетку боловања, а приступ стамбеној помоћи биће ограничен. Поред тога, биће ограничено право на штрајк и уведена новчана казна за неовлашћене обуставе рада. Владин споразум такође предвиђа лакше отпуштање и коришћење уговора на одређено време, уз повећање улагања у стручну обуку.
Ове најаве поздравили су послодавци, који у програму виде реформе које "захтевају деценијама", али су синдикати осудили "напад на запослене". Док су странке левог центра и левице такође осудиле „тежак програм, посебно за људе са ниским и средњим примањима“ (Сана Марин) и „највећу антирадничку владу у финској историји“ (Ли Андерсон), Лидерка Финске партије Рика Пура је изјавила да „не види никакве разлике између интереса послодаваца и запослених“.
Што се тиче имиграције, услови пријема ће бити ограничени. Азил се више неће давати на привременој основи, а шест пуних година боравка у Финској биће потребно да се поднесе захтев за трајну боравишну дозволу. Спајање породице и приступ натурализацији биће ограничени. Поред тога, земља ће прихватити само 500 избеглица годишње у оквиру шеме релокације, у поређењу са 1.050 тренутно. Радници имигранти више неће имати иста социјална права као стални становници и мораће да напусте земљу у року од три месеца од отпуштања.
Током првог месеца његовог кабинета, било је бројних скандала у вези са претходним писањем министара Финске партије, укључујући заменика премијера Рику Пуру. Скандал око шале у вези са нацистима и потенцијалних веза са неонацистичким организацијама министра за економска питања Вилхелма Јуниле довео је до тога да он поднесе оставку. Партија Орповог кабинета, Шведска народна партија Финске, критиковала је Орпоа због сувише слабог вођства током скандала Јунила. Орпово вођство међу разним контроверзама је такође доведено у питање и широко критиковано у финским и међународним медијима.У марту 2024. Орпо је изјавио за Политицо да Финци по његовом мишљењу више нису крајње десничарска партија.
Он је осудио Хамасове акције током рата између Израела и Хамаса 2023. и изразио подршку Израелу и његовом праву на самоодбрану.
Иако је 2019. Орпо био суоснивач Коалиције министара финансија за климатску акцију, његова министарка финансија Риика Пура изјавила је у јануару 2024. да климатска питања нису у надлежности министра финансија.

## Остале активности

### Организације европске уније
- Европска инвестициона банка (ЕИБ), члан Савета гувернера по службеној дужности (2016–2019)[38]
- Европски механизам за стабилност (ЕСМ), члан Одбора гувернера (2016–2019)[39]

### Међународне организације
- Азијска банка за инфраструктурне инвестиције (АИИБ), по службеној дужности члан Управног одбора (2016–2019)[40]
- Европска банка за обнову и развој (ЕБРД), члан Одбора гувернера по службеној дужности (2016–2019)[41]
- Заједнички комитет за развој Светске банке и ММФ-а, члан (2018–2019)[42]
- Мултилатерална агенција за гаранције улагања (МИГА), Групација Светске банке, члан Управног одбора по службеној дужности (2016–2019)[43]
- Нордијска инвестициона банка (НИБ), члан Одбора гувернера по службеној дужности (2016–2019)[44]
- Светска банка, члан Савета гувернера по службеној дужности (2016–2019)[45]